# Svedjeflon-Sidflon
Svedjeflon-Sidflon este o arie protejată (arie specială de conservare — SAC, sit de importanță comunitară — SCI) din Suedia întinsă pe o suprafață de 169,1 ha, integral pe uscat.

## Localizare
Centrul sitului Svedjeflon-Sidflon este situat la coordonatele 63°41′16″N 15°32′51″E / 63.6878°N 15.5475°E.

## Înființare
Situl Svedjeflon-Sidflon a fost declarat sit de importanță comunitară în ianuarie 2002 pentru a proteja 2 specii de plante. Situl a fost protejat și ca arie specială de conservare în martie 2011.

## Biodiversitate
Situată în ecoregiunea boreală, aria protejată conține 5 habitate naturale: Mlaștini alcaline, Taiga vestică, Mlaștini împădurite, Păduri fino-scandinave bogate în ierburi cu Picea abies, Mlaștini turboase de tranziție și turbării mișcătoare.
La baza desemnării sitului se află mai multe specii protejate de  plante (2): papucul doamnei (Cypripedium calceolus), Hamatocaulis vernicosus.